# جاي مريديث ريد
جاي مريديث ريد (بالإنجليزية: John Meredith Read, Jr.)‏ هو مؤلف ودبلوماسي ومحامي أمريكي، ولد في 21 فبراير 1837 في فيلادلفيا في الولايات المتحدة، وتوفي في 27 ديسمبر 1896 في باريس في فرنسا.

## وصلات خارجية
- جاي مريديث ريد على موقع ميوزك برينز (الإنجليزية)